# Theo van Duivenbode
 Theodorus “Theo” van Duivenbode (født 1. november 1943 i Amsterdam, Holland) er en hollandsk tidligere fodboldspiller (venstre back).
Van Duivenbode spillede fem kampe for Hollands landshold, som han debuterede for 4. september 1968 i en VM-kvalifikationskamp mod Luxembourg. Hans sidste landskamp var en EM-kvalifikationskamp mod Jugoslavien 11. oktober 1970.
På klubplan spillede van Duivenbode hele sin karriere i hjemlandet, hvor han repræsenterede først AFC Ajax og senere Feyenoord og Haarlem. Han vandt tre hollandske mesterskaber med Ajax og to med Feyenoord, mens det med Feyenoord også blev til sejr i Mesterholdenes Europa Cup i 1970. Her spillede han hele kampen i finalesejren over Celtic.

## Titler
Æresdivisionen
- 1966, 1967 og 1968 med Ajax
- 1969 og 1971 med Feyenoord

KNVB Cup
- 1967 med Ajax

Mesterholdenes Europa Cup
- 1970 med Feyenoord

Intercontinental Cup
- 1970 med Feyenoord